# 上布雷特山

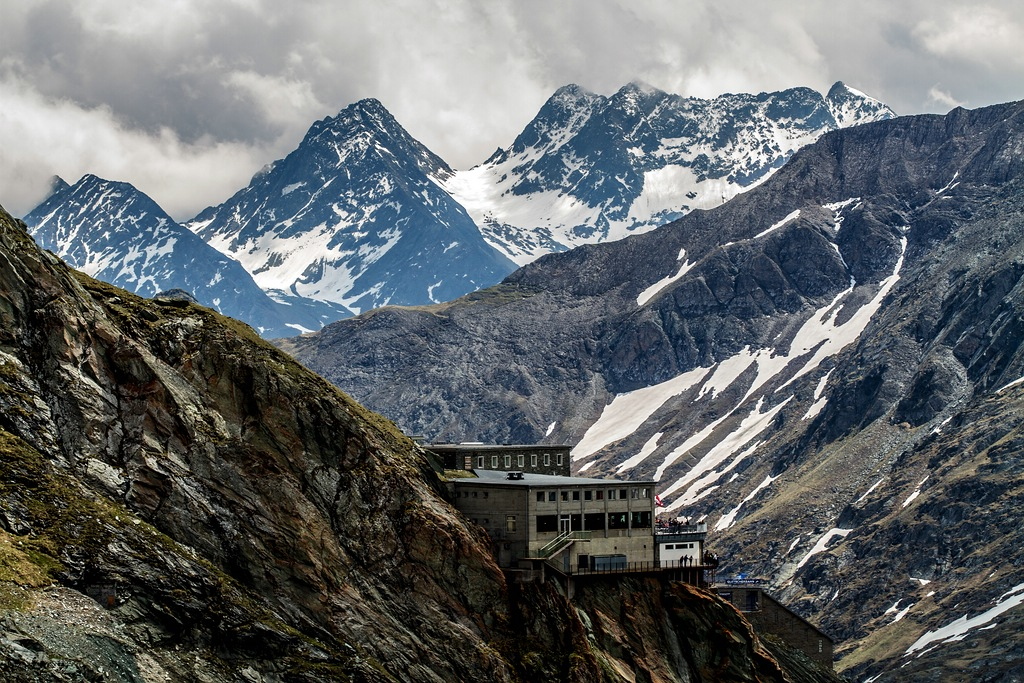

46°59′56″N 12°48′29″E / 46.998754°N 12.807939°E
上布雷特山（德語：Hoher Bretterkopf），是奧地利的山峰，位於該國南部，由克恩頓州負責管轄，屬於舍貝爾山脈的一部分，海拔高度3,078米，人類在1890年8月3日首次登頂。